# 十和田市立十和田湖小学校
十和田市立十和田湖小学校（とわだしりつ とわだこしょうがっこう）は、青森県十和田市の旧十和田湖町域にある公立小学校。

## 沿革
- 1904年（明治37年）
  - 6月2日 - 十和田休屋共同塾舎創立。生徒7名
  - 6月6日 - 法奥小学校十和田分教場と改称する。宇樽部地域も学区に含まれた。
- 1912年（大正元年）12月 - 宇樽部に法奥小学校十和田分教場冬期宇樽部分教室開設。
- 1926年（大正15年）6月7日 - 宇樽部分教室が、法奥小学校宇樽部分教場と改称し、独立する。
- 1947年（昭和22年）7月28日 - 法奥尋常高等小学校十和田分教場を十和田村立十和田小学校と改称し、独立。
- 1950年（昭和25年）8月31日 - 宇樽部分校が独立昇格し、東湖小中学校となる。
- 1951年（昭和26年）9月13日 - 十和田小学校校舎新築する（現:十和田中学校東側）。
- 1955年（昭和30年）4月1日 - 十和田村の町制施行により、十和田町立十和田小学校と改称。
- 1960年（昭和35年）6月28日 - 十和田小中学校校歌制定（作詞:小野正文、作曲:長谷川芳美）。
- 1969年（昭和44年）12月17日 - 十和田町立十和田湖小中学校と改称。
- 1970年（昭和45年）11月20日 - 現校舎並びにへき地集会室（現体育館）新築落成記念式典挙行。
- 1975年（昭和50年）4月1日 - 町名変更により十和田湖町立十和田湖小中学校と改称。
- 1982年（昭和57年）
  - 3月26日 - 十和田湖小中学校の分離式挙行。
  - 4月1日 - 東湖小学校を統合し、十和田湖中学校を分離。
  - 11月21日 - 十和田湖小中学校創立78周年記念式典挙行並びに記念事業実施（記念誌発刊）。
- 1986年（昭和61年）7月21日 - 学校プール完成（アルミ製5コース）。
- 1991年（平成3年）11月30日 - 十和田湖小学校創立10周年記念式典挙行。記念誌「湖畔のあゆみ」の発刊。校旗校章旗・舞台幕を寄贈される。
- 2001年（平成13年）10月1日 - 十和田湖小学校統合20周年記念式典を挙行。
- 2005年（平成17年）1月1日 - 十和田湖町が十和田市に合併された為、十和田市立十和田湖小学校と改称。
- 2006年（平成18年）3月27日 - 十和田っ子セーフテイーサポート隊組織会開催。
- 2012年（平成24年）11月29日 - 創立30周年祝賀会。
- 2018年（平成30年）4月1日 - 校舎閉舎（十和田湖中学校へ統合）。

## 学区
- 大字奥瀬
  - 字十和田湖畔休屋
  - 字十和田湖畔宇樽部
  - 字十和田湖畔子ノ口

## 周辺
- 国道103号
- 十和田湖
- 十和田湖浄化センター

## アクセス
- JRバス東北みずうみ号（冬季除く）「下宇樽部」バス停下車後、徒歩約450m・約7分。
- 十和田市役所十和田湖支所から、車で約31.4km・約1時間。